# Alan Shugart
Ne doit pas être confondu avec Randall Shughart.
Alan Shugart (né le 27 septembre 1930 à Los Angeles, mort le 12 décembre 2006 à Monterey) est un ingénieur américain. 

## Études
Alan Shugart est diplômé de l'université de Redlands, en Californie du Sud.

## Biographie
Ingénieur des débuts d'IBM, Alan Shugart participe au sein de l'équipe de Reynold Johnson à la création du disque dur RAMAC, qui fut commercialisé dans l'IBM 350 en 1956. Ce fut le premier disque dur commercialisé de l'histoire de l'informatique.
Il inventa le Floppy disk (disquette), le SASI (précurseur du SCSI) et construisit le premier disque dur 5"1/4 (Seagate ST-506).

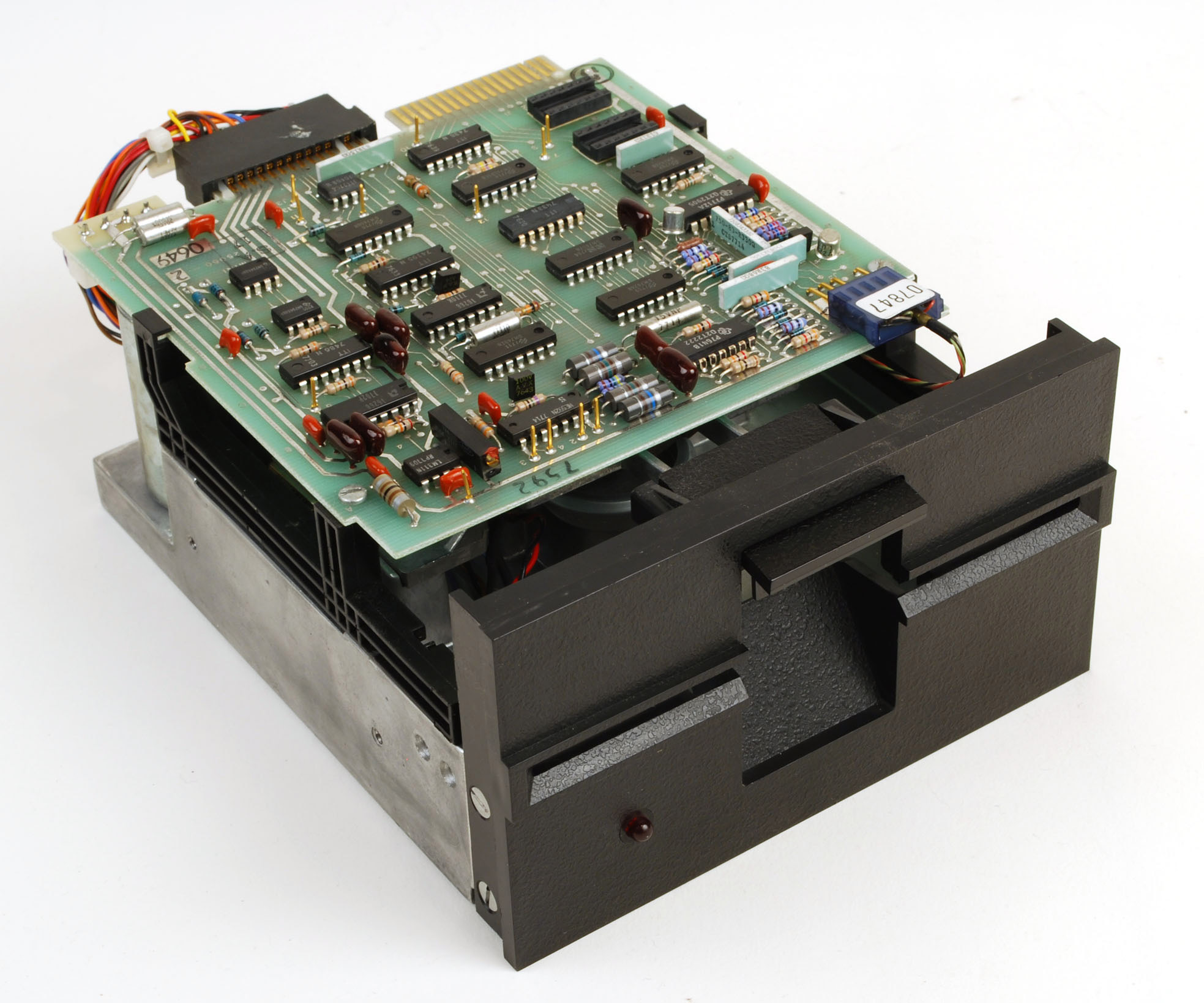
Shugart SA 400 Minifloppy
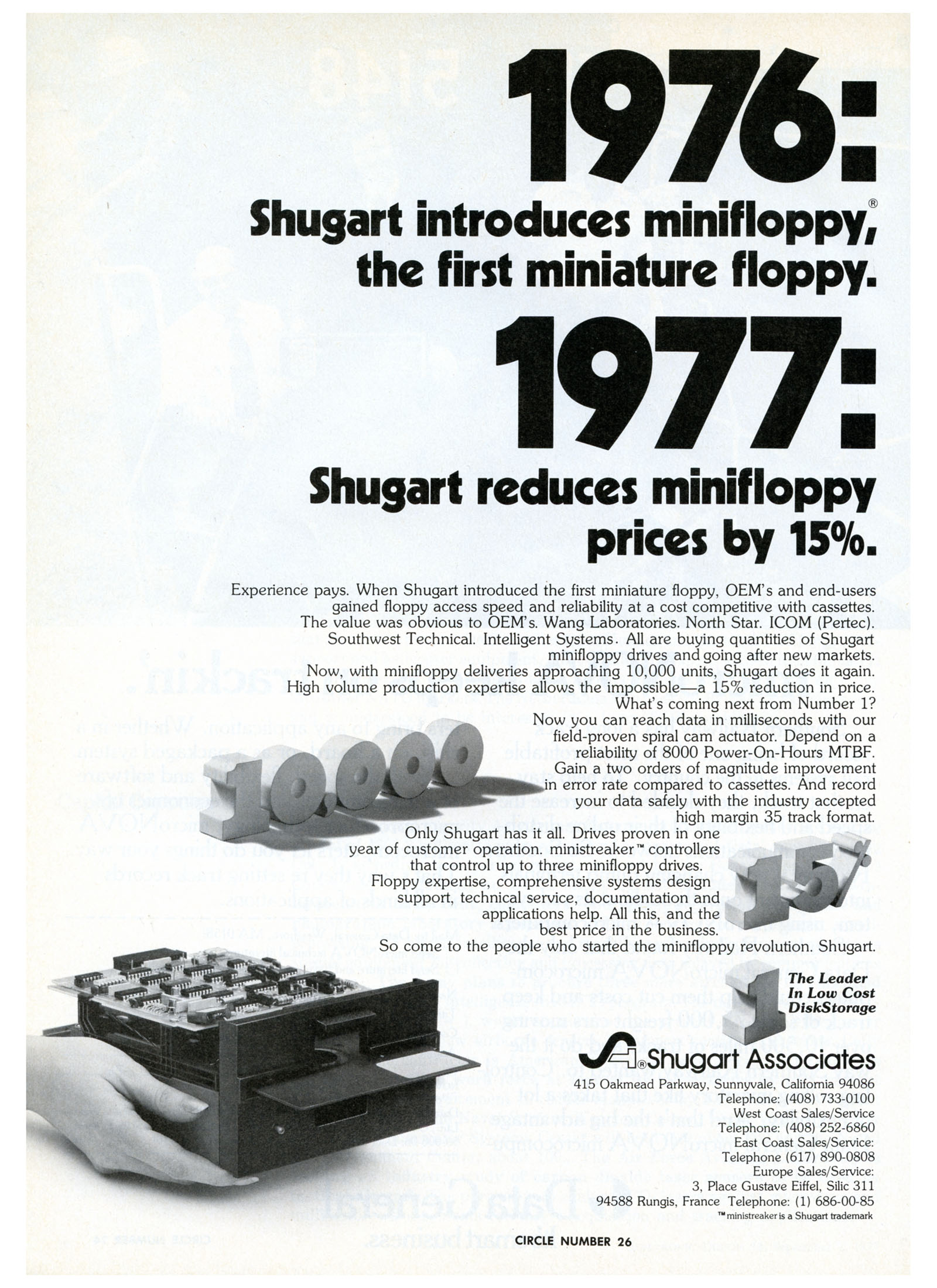
Publicité de Shugart Associates